# Tebay River
Der Tebay River ist ein 38,4 km langer linker Nebenfluss des Chitina River im zentralen Süden des US-Bundesstaats Alaska.

## Flusslauf
Der Tebay River bildet den Abfluss des 557 m hoch gelegenen Upper Tebay Lake im Norden der Chugach Mountains. Er fließt etwa 250 m zum benachbarten Middle Tebay Leke. Von diesem See fließt er etwa 240 m zum weiter östlich gelegenen Lower Tebay Lake. Den Lower Tebay Lake verlässt der Tebay River am östlichen Seeende. Von dort fließt er noch knapp 30 km bis zu seiner Mündung in den Chitina River. Bis zur rechtsseitigen Einmündung des Hanagita River bei Flusskilometer 15 fließt der Tebay River nach Nordosten. Der Bridge Creek trifft zuvor bei Flusskilometer 17 von links auf den Tebay River. Im Unterlauf fließt der Tebay River anfangs in Richtung Nordnordost, später nach Norden.

## Einzugsgebiet
Der Tebay River entwässert ein Areal von etwa 848 km², das im niedrigeren nördlichen Teil der Chugach Mountains liegt und nur sehr wenige kleine Gletscher aufweist. Das Einzugsgebiet des Tebay River liegt im Wrangell-St.-Elias-Nationalpark. Es grenzt im Nordosten an das des oberstrom gelegenen Chitina River, im Osten und im Südosten an das des Chakina River, im Süden an das des North Fork Bremner River, im Westen an das des Little Bremner River sowie im Nordwesten an das des Canyon Creek, ein Nebenfluss des Copper River. Neben den Tebay Lakes befinden sich noch die  Upper Hanagita Lakes, der Middle Hanagita Lake und der Hanagita Lake sowie der Summit Lake im Einzugsgebiet des Tebay River.